# Zapornia parva
La schiribilla comune (Zapornia parva (Scopoli, 1769)) è un uccello della famiglia dei Rallidi originario dell'Europa e dell'Asia centrale.

## Descrizione
La schiribilla comune misura 18–20 cm di lunghezza, ha un'apertura alare di 34–39 cm e pesa 35-60 g. Il maschio presenta le regioni superiori di colore bruno-olivastro, con delle striature biancastre e delle macchie più scure. Le regioni inferiori sono grigio-ardesia, così come i lati del collo e la faccia. I fianchi sono grigi. Il becco è verde con la base rossa. Le zampe e i piedi sono verdi.
La femmina ha la gola bianca, e il petto e l'addome giallastri. I fianchi sono marroncini, striati di grigio e bianco. Il becco e le zampe sono verdi.

### Richiamo
La voce della schiribilla comune non è molto forte, e si ode da una certa distanza solo di notte, quando l'uccello canta più di frequente, sebbene talvolta canti anche di giorno. Il grido di allarme del maschio è una sorta di gracidio sonoro e basso, che accelera e si dissolve alternativamente.
Altri tipi di richiamo possono essere uditi durante le parate.

## Distribuzione e habitat
La schiribilla comune vive prevalentemente nelle regioni comprese tra l'Europa orientale e la Siberia occidentale, mentre in Europa centrale è comune solo nelle regioni orientali e sud-orientali. Il suo areale comprende le paludi delle pianure del Paleartico occidentale, dal livello del mare a 430 m di quota. Le regioni dove essa è più numerosa sono le steppe dell'Europa orientale. A nord il confine dell'areale è costituito dalla regione di transizione tra foresta e steppa, mentre a sud dalla fascia dei semideserti. In Europa centrale, si incontra soprattutto nelle pianure della Polonia e della Germania orientale, e nella cosiddetta «pianura pannonica». Piccole popolazioni isolate sono presenti anche nell'Europa occidentale e sud-occidentale. Sverna nell'Europa sud-orientale, nella regione mediterranea, nell'Europa orientale e nel Nordafrica. Abbandona i territori di nidificazione in ottobre e vi ritorna in marzo.
Occupa le paludi, le aree dominate da canne e carici, e la vegetazione arbustiva sui bordi degli specchi d'acqua.
È più incline a vivere tra la vegetazione che circonda gli stagni e le paludi meno estese, in particolare sulle rive dei canali stretti con poca acqua e una vegetazione ripariale.

## Biologia
La schiribilla comune è migratrice. Gli spostamenti avvengono di notte. Esce raramente allo scoperto, soprattutto la sera. Nuota con più facilità di altre schiribille e predilige i canneti immersi in acque poco profonde.

### Alimentazione
La schiribilla comune si nutre principalmente di insetti, piccoli molluschi, vermi, semi di piante acquatiche, boccioli e foglie.

### Riproduzione

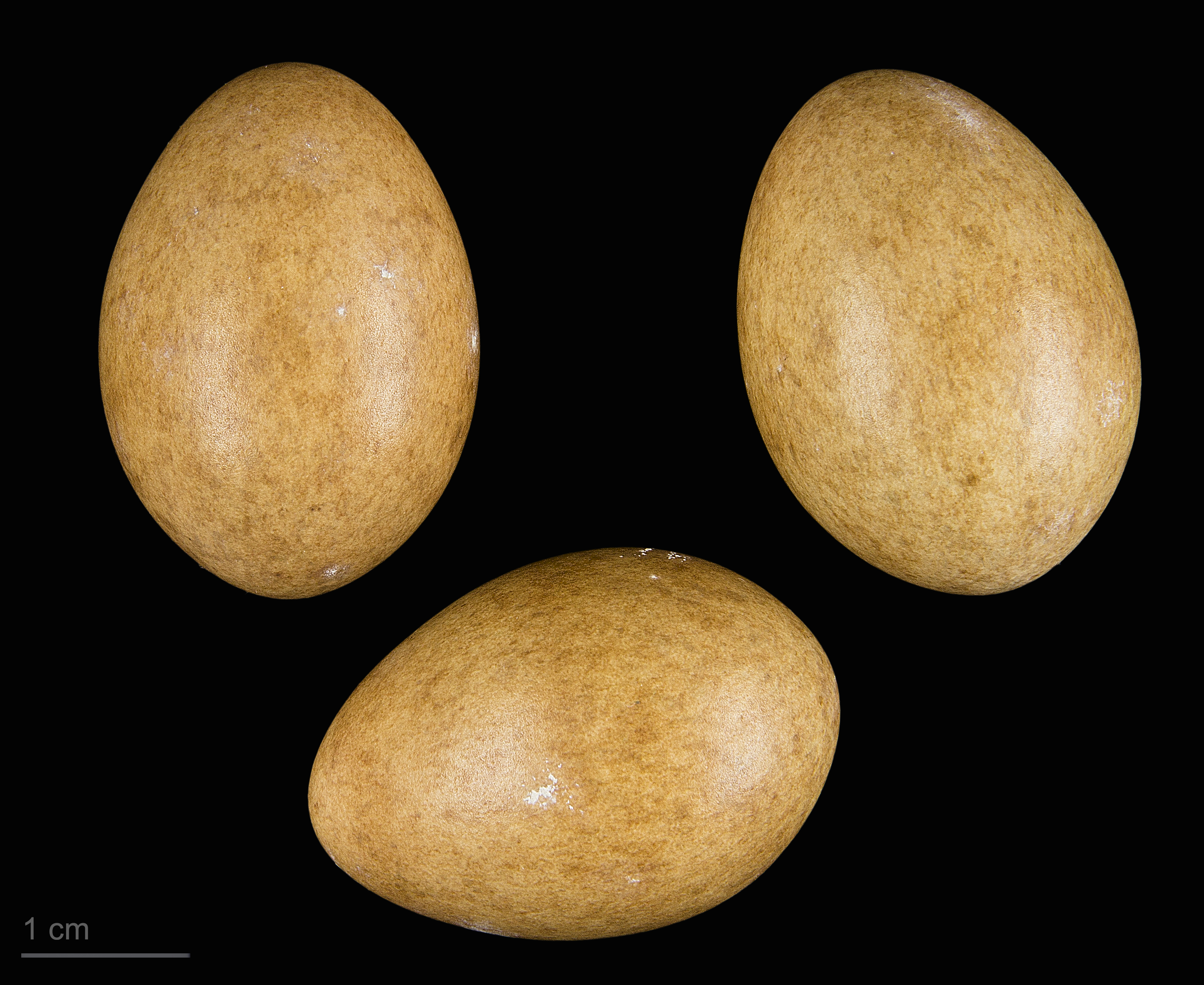
Zapornia parva

Il nido della schiribilla comune viene generalmente installato tra la vegetazione palustre, appoggiato a essa o fissato ai suoi steli, a una certa altezza sull'acqua. Si tratta di una piattaforma costruita dalla femmina, con canne e foglie di piante acquatiche. È una sorta di sfera con una apertura sulla parte superiore.
La femmina depone 6-8 uova color ocra, con macchie più scure. L'incubazione, effettuata da entrambi i partner, dura circa 21 giorni. I pulcini si spostano rapidamente tra la vegetazione, dove sono nutriti dai genitori. Si involano dopo circa 50 giorni.